# Eschweiler Gesellschaft
Die Eschweiler Gesellschaft für Bergbau und Hütten oder Rheinisch-Nassauische Bergwerks- und Hütten-Aktiengesellschaft oder kurz Eschweiler Gesellschaft war ein 1848 aus dem Blei- und Zink-Unternehmensbereich des Eschweiler Bergwerksvereins hervorgegangenes Montangroßunternehmen im Aachener Revier und speziell im Raum Eschweiler-Stolberg, das 1926 von der „Stolberger Gesellschaft“ übernommen wurde. 

## Geschichte
Der 1834 gegründete und über zahlreiche Steinkohlenzechen verfügende Eschweiler Bergwerksverein EBV wollte seinen Einflussbereich auch auf den Erzbergbau ausweiten und übernahm 1837 die Zinkhütte Velau in Eschweiler-Velau, welche von dem Stolberger Unternehmer Matthias Leonhard Schleicher gegründet wurde. Als zweite Zinkhütte baute der EBV dann die deutlich größere Zinkhütte Birkengang in Eschweiler-Birkengang. Bereits 1847 stieß jedoch der EBV seinen jungen Geschäftsbereich Zink-Blei wegen finanzieller Probleme ab. Käufer war ein Konsortium, aus dem 1848 dann die „Eschweiler Gesellschaft“ hervorging. Verwaltungssitz war der ehemalige Stolberger Kupferhof „Burg Blankenberg“ nahe der Gemeindegrenze zu Eschweiler, welcher sich im Besitz der Familie Englerth befand und wo Carl Englerth 1814 gestorben war.
1848 übernahm die „Eschweiler Gesellschaft“ die 1846 gegründete „Bleihütte Binsfeldhammer“ zwischen Stolberg und Vicht und expandierte in den folgenden Jahren weiter: Sie übernahm die Erzgrube Breinigerberg bei Breinig, 1873 das Blei-, Silber- und Zinkbergwerk „Grube Holzappel“, die Grube „Weiß“ im Bensberger Erzrevier die Blei-, Silber- und Galmeigruben in Wiesloch, die Sachsenhäuser Grube bei Wellmich sowie zeitweise die Erzgrube Diepenlinchen. Am 25. März 1853 übernahm das Kölner Bankhaus Sal. Oppenheim für die 1848 konzessionierte „Eschweiler Gesellschaft“ eine durch Hypotheken gesicherte 5-%-Obligationsanleihe in Höhe von 600.000 Talern. 1855 wurde das Aktienkapital im Verhältnis 2:1 von 1,3 Mio. auf 650.00 Talern reduziert und durch Ausgabe von 8.500 Prioritätsaktien wieder auf 1,5 Mio. Taler erhöht.
Am 1. Juni 1864 wurde die Herkenrather Grube „Washington“ an die „Eschweiler Gesellschaft“ verkauft. 1879 wurde auf ihr eine Förderung von 2.095 Tonnen Blende erzielt, im Mai 1892 sie stillgelegt. Später war sie bis 1963 im Besitz der Stolberger Zink AG für Bergbau und Hüttenbetrieb Aachen.
1922 bildeten die beiden Unternehmen „Eschweiler Gesellschaft“ und „Stolberger Gesellschaft“ eine Betriebsgemeinschaft, welche Juni 1926 zu einer Fusion führte, in der die „Eschweiler Gesellschaft“ gänzlich übernommen wurde. Ihr Verwaltungssitz „Burg Blankenberg“ dient seitdem nur noch Wohnzwecken und wurde 1972 abgebrochen. Die Straßen „Am Blankenberg“ und „Rhein-Nassau-Weg“ erinnern noch heute daran.